# اچ‌ام‌اس ویندسور (دی۴۲)
اچ‌ام‌اس ویندسور (دی۴۲) (به انگلیسی: HMS Windsor (D42)) یک کشتی بود که طول آن ۳۰۰ فوت (۹۱ متر) بود. این کشتی در سال ۱۹۱۸ ساخته شد.